# Prodysderina spinigera
Prodysderina spinigera är en spindelart som först beskrevs av Simon 1891.  Prodysderina spinigera ingår i släktet Prodysderina och familjen dansspindlar. Inga underarter finns listade i Catalogue of Life.